# Ново Село (Тешањ)
Ново Село је насељено мјесто у саставу општине Тешањ, Федерација Босне и Херцеговине, БиХ.

## Становништво
| Националност       | 1991.        |
| Муслимани          | 761 (88,59%) |
| Хрвати             | 74 (8,61%)   |
| Срби               | 1 (0,12%)    |
| Југословени        | 17 (1,98%)   |
| остали и непознато | 6 (0,70%)    |
| Укупно             | 859          |